# 宇都宮市立旭中学校
宇都宮市立旭中学校（うつのみやしりつあさひちゅうがっこう）は、栃木県宇都宮市にある公立中学校。

## 沿革
- 1948年（昭和23年）
  - 4月9日 - 宇都宮市立旭中学校創立開校
  - 9月30日 - 前校舎竣工（木造二階建）
- 1949年（昭和24年） - 後校舎竣工（木造二階建）、校歌制定
- 1951年（昭和26年） - 学校工場竣工
- 1952年（昭和27年） - 校旗制定
- 1958年（昭和33年） - 図書館落成
- 1965年（昭和40年） - 全日本よい歯の学校表彰を受ける（以後、11年連続で表彰）
- 1967年（昭和42年） - 新校舎完成（普通教室33）、旧校舎一部取り壊し。玄関宿直室移転改築、西正門移転改築
- 1976年（昭和51年） - 記念碑建立（意志あるところ、おのずから道はひらける）
- 1977年（昭和52年） - 時計塔建立（太陽電池時計）
- 1979年（昭和54年） - 創立30周年記念碑建立（世界の旭中学校、君がそれを代表する）
- 1989年（平成元年） - 旭中学校生徒の誓い制定
- 1990年（平成2年） - 第33回日本学生科学賞共同研究の部内閣総理大臣賞受賞、第21回全国中学校サッカー大会準優勝、第57回NHK全国学校音楽コンクール全国コンクール金賞（内閣総理大臣賞）受賞
- 1991年（平成3年） - 第58回NHK全国学校音楽コンクール全国コンクール金賞（内閣総理大臣賞）受賞
- 1992年（平成4年） - 第45回全日本合唱コンクール全国大会中学校部門金賞
- 1994年（平成6年） - 第38回日本学生科学賞（文部大臣奨励賞）受賞
- 1996年（平成8年） - 第40回日本学生科学賞（学校賞二位）受賞
- 1997年（平成9年） - 第27回全国中学校バドミントン大会（男子団体優勝、男子ダブルス優勝）
- 2014年（平成26年）2月 - 新屋内運動場・武道場・プール完成

## 教育目標
目指す生徒像
- 健康でやる気のある生徒（健康な体と気力）
- 自ら学び創造力のある生徒（自主的な学習）
- 心豊かで思いやりのある生徒（豊かな心）

生徒の指標
「世界の旭中学校　私がそれを代表する」　
旭中学校生徒の誓い
1. 私たちは，心をこめてあいさつをします。
2. 私たちは，時間を守り，自ら学習に励みます。
3. 私たちは，他人の気持ちを尊重し，助け合います。
4. 私たちは，進んで働きます。
5. 私たちは，社会生活のルールを守ります。

## 通学区域
宇都宮市
以下の小学校の通学区域。宇都宮市役所に近い市中心部にあたる。
- 宇都宮市立中央小学校（全域）
- 宇都宮市立簗瀬小学校（全域）
- 宇都宮市立城東小学校（ほぼ全域）

## 交通
- JR東北本線（宇都宮線）宇都宮駅より南西へ約800m
- 東武鉄道東武宇都宮線東武宇都宮駅より南東へ約800m

## 卒業生
- 明本考浩 - サッカー選手